# ヴァイアコム18スタジオ
ヴァイアコム18スタジオ（Viacom18 Studios）は、ヴァイアコム18の子会社であり、同社の映画製作・配給を手掛ける部門である。ヴァイアコム18の所有権の半分をバイアコムが有しており、2011年からインド、バングラデシュ、スリランカにおいてパラマウント映画の配給を手掛けている。以前の社名は「ヴァイアコム18モーションスタジオ（Viacom18 Motion Pictures）」。

## 作品

### 2008年
- Dil Kabaddi
- Singh Is Kinng

### 2009年
- Life Partner
- Little Zizou
- London Dreams
- Luck
- Shortkut

### 2010年
- Hum Tum Aur Ghost
- Road, Movie
- Striker

### 2011年
- Bbuddah... Hoga Terra Baap（アミターブ・バッチャン・コーポレーション（英語版）と共同製作）
- Loot（配給のみ）
- Pyaar Ka Punchnama（ワイド・フレーム・ピクチャーズとの共同製作）
- Shaitan（配給のみ）
- Breakaway（ハリ・オーム・エンターテインメント（英語版）、ブレイクアウェイ・プロダクション、ドン・カルモディ・プロダクションと共同製作）
- Tanu Weds Manu（パラマンス・クリエイションズ、ムービーズ・N・モアと共同製作）

### 2012年
- Aiyyaa（アヌラーグ・カシャップ・フィルムズと共同製作）
- Blood Money（ヴィシェシュ・フィルムズ（英語版）と共同製作）
- Bittoo Boss（ワイド・フレーム・ピクチャーズとの共同製作）
- Department（ウベロイ・ライン・プロダクション、RGVフィルム・ファクトリーと共同製作）
- Gangs of Wasseypur – Part 1
- Gangs of Wasseypur – Part 2
- 女神は二度微笑む（ペン・インディア・リミテッド（英語版）と共同製作）
- オーマイゴッド 〜神への訴状〜（英語版）（グレイジング・ゴート・ピクチャーズ（英語版）、スパイス・スタジオと共同製作）
- Players
- ターバン魂（英語版）（アジャイ・デーヴガン・Fフィルムズ（英語版）と共同製作、エロス・インターナショナル（英語版）と共同配給）
- Striker

### 2013年
- ミルカ
- Bhaji in Problem
- Bombay Talkies
- Boss
- Chashme Baddoor
- Inkaar
- Luv U Soniyo
- Shortkut
- Madras Cafe
- Saheb, Biwi Aur Gangster Returns（ムービング・ピクチャーズ、ブランドスミス・モーション・ピクチャーズと共同製作）
- スペシャル26（英語版）
- Zapatlela 2

### 2014年
- Anaamika
- Gollu Aur Pappu
- Manjunath
- メアリー・コム（英語版）（バンサーリー・フィルムズと共同製作）
- One by Two
- The Royal Bengal Tiger（配給のみ）
- クイーン 旅立つわたしのハネムーン（配給のみ）
- What the Fish

### 2015年
- Black（ダッグ・クリエイティブ・メディアと共同製作）
- Dharam Sankat Mein
- Drishyam
- ガッバル再び（配給のみ）
- Manjhi – The Mountain Man（インド国立映画開発公社と共同製作）
- Margarita with a Straw
- Mumbai Delhi Mumbai
- Pyaar Ka Punchnama 2（パノラマ・スタジオ（英語版）と共同製作）
- Rahasya（UVIフィルム・プロダクションと共同製作）
- Time Out

### 2016年
- Budhia Singh – Born to Run（配給のみ）
- Force 2（配給のみ）
- Motu Patlu: King of Kings（コスモス＝マヤと共同製作）
- Photocopy（ネーハ・ラージパール・プロダクションと共同製作）
- Santa Banta Pvt Ltd
- Ki & Ka

### 2017年
- Aval
- Lucknow Central（配給のみ）
- ラングーン（ナディアドワーラー・グランドサン・エンターテインメント（英語版）、ヴィシャール・バルドワジ・フィルムズと共同製作）
- Toilet: Ek Prem Katha（クリアルジ・エンターテインメント、フライデー・フィルムワークス（英語版）、プラン・C・スタジオ（英語版）、ケープ・オブ・グッド・フィルムズと共同製作）
- Madras Cafe

### 2018年
- パドマーワト 女神の誕生（バンサーリー・プロダクションと共同製作）
- Aapla Manus（配給のみ）
- 盲目のメロディ〜インド式殺人狂騒曲〜（マッチボックス・ピクチャーズと共同製作）
- Manto（HPスタジオ、フィルムストック、ナンディタ・ダス・イニティアテブと共同製作）
- Jalebi（配給のみ）
- Baazaar（エメイ・エンターテインメント（英語版）、キタ・プロダクション、B4Uモーション・ピクチャーズと共同製作）
- Inkaar
- Luv U Soniyo
- Shortkut
- Madras Cafe

### 2019年
- Bhai: Vyakti Ki Valli
- Thackeray
- Kodathi Samaksham Balan Vakeel
- Kannum Kannum Kollaiyadithaal

### 2020年
- Hurdang